# 一夜風流
《一夜風流》（英語：It Happened One Night）是1934年上映的一部美國脱线喜剧電影，带有神经喜剧的元素，由克拉克·蓋博與克勞黛·考爾白主演。本片是意大利裔美国导演法蘭克·卡普拉的代表作之一，也被認為是美國電影史上相當重要的一部電影。这部爱情喜剧电影也几乎成为了一种模板，后世有许多电影都参考了本片中的情节。
本片是第一部獲得五座奥斯卡主要奖项的电影：奧斯卡最佳男主角獎、奧斯卡最佳女主角獎、奧斯卡最佳導演獎、奧斯卡最佳影片獎和奧斯卡最佳改編劇本獎（1934年第7届奥斯卡金像奖）。另兩部有此殊榮的電影分別是飛越杜鵑窩及沉默的羔羊。

## 拍摄轶事
本片的拍摄过程并非一帆风顺。在选择男女主角的时候，多名演员因为觉得本片剧情平淡，毫无特殊之处而拒绝了演出。实际上，本片导演法蘭克·卡普拉最初希望米高梅的影星玛娜·洛伊以及罗伯特·蒙哥马利出演本片的男女主角。而最终的男主演是克拉克·蓋博，这是因为他不愿意同瓊·克勞馥演对手戏而获得了惩罚。拍摄工作一共进行了4个星期，导演因此获得了5万美元的片酬。本片刚上映的时候票房成绩也不够理想，不过所幸的是口碑不错，最终也获得了相当不错的收入。

## 劇情簡介
一位富家千金小姐爱上了一名飞行员，因为父亲不同意，一气之下离家出走。结果在路上她因为争抢座位而遇到了一名丢掉了工作的记者，这名记者后来得知千金小姐的父亲雇佣私家侦探、在报纸上刊登广告到处寻找他的女儿，于是他一路跟踪打算抢到这条新闻。结果两人在相处过程中逐渐萌发出爱意，最后终于摒弃前嫌走到了一起。

## 獲獎
- 奧斯卡最佳影片獎
- 奧斯卡最佳導演獎
- 奧斯卡最佳男主角獎
- 奧斯卡最佳女主角獎
- 奧斯卡最佳改編劇本獎

## 外部連結
- 互联网电影数据库（IMDb）上《It Happened One Night》的资料（英文）
- 豆瓣电影上《It Happened One Night》的資料 （简体中文）
- It Happened One Night on Frank Capra & the Film
- （页面存档备份，存于） It Happened One Night ' at Filmsite.org